# Formació de Dinosaur Park
La formació de Dinosaur Park és el membre superior del grup de Judith River, una unitat geològica major situada al sud d'Alberta. Es va dipositar en el període d'entre fa 75,5 i fa 74,8 milions d'anys. La formació està delimitada per sota per la formació d'Oldman i per sobre per la formació marina de Bearpaw (Eberth, 2005).
Aquesta formació és ben coneguda per les grans concentracions d'esquelets de dinosaure, articulats i desarticulats, que s'hi troben. Tanmateix, altres animals com peixos, tortugues, i cocodrils també són abundants a la formació. Va rebre el nom pel Parc Provincial del Dinosaure, patrimoni de la humanitat de la UNESCO.